# 圣老楞佐堂 (威尼斯)
圣洛伦佐堂（Chiesa di San Lorenzo）是一座罗马天主教教堂，位于意大利威尼斯的城堡区。
该堂的历史可追溯到9世纪，附属于附近的本笃会修道院。1580-1616年重建时，是由Simone Sorela设计。祭台使用了Girolamo Campagna的设计。他还完成了雕塑“圣老楞佐和圣巴斯弟盎”。据称马可·波罗埋葬于此，但更可能的是埋葬于已不存在的圣巴斯弟盎堂。